# Глеб, Вячеслав Павлович
Вячесла́в Па́влович Глеб (бел. Вячаслаў Паўлавіч Глеб; род. 12 февраля 1983, Минск) — белорусский футболист, нападающий. Младший брат футболиста Александра Глеба.

## Биография
В 2001 году по рекомендации брата, выступавшего за «Штутгарт», перешёл в дубль клуба, где провёл два сезона. После этого отправился в «Гамбург», однако не сумел проявить себя в Бундеслиге. В январе 2005 года перешёл в швейцарский «Грассхоппер», где также не стал регулярным игроком основы.
В 2005—2008 годах выступал за МТЗ-РИПО. В 2009 году перешёл в «Шанхай Шеньхуа», однако в Китае значительными достижениями не отметился. В сезоне 2010—2011 выступал за «Динамо» (Минск). Летом 2011 года расторг контракт по обоюдному согласию и перешёл в немецкий «Франкфурт», подписав соглашение до конца сезона. В декабре 2011 года «Франкфурт» сообщил о прекращении сотрудничества с Глебом. 16 февраля 2012 года подписал контракт с «Гомелем», летом перебрался в греческий «Каллони».
В январе 2013 года подписал контракт с «Торпедо-БелАЗ», где стал игроком основного состава. В феврале 2015 года продлил контракт с жодинским клубом.
В феврале 2016 года тренировался с «Ислочью». В марте главный тренер «Торпедо-БелАЗ» Игорь Криушенко объявил, что Глеба не будет в команде в новом сезоне. В марте подписал контракт с клубом «Крумкачы» из Минска. Стал основным нападающим столичного клуба, летом продлил контракт до конца сезона.
В декабре 2016 года контракт закончился, но вначале 2017 года он начал тренироваться вместе с командой и в марте подписал новый контракт до конца года. После прихода в конце мая на должность главного тренера Алексея Кучука потерял место в основе. В июле 2017 года разорвал контракт с клубом.
Летом 2017 перешёл в гродненский «Неман». В составе клуба закрепился в качестве основного нападающего. В ноябре 2017 года продлил контракт с гродненцами. В сезоне 2018 лишь трижды вышел на замену. В июле 2018 года покинул команду.
В октябре 2018 года вместе с супругой Ольгой оказался в центре скандала. Семейная пара приехала в скандально известный ресторан «Поедем, поедим», построенного возле Куропат (место массовых расстрелов и захоронений репрессированных органами НКВД в 1937—1940 годах). У них случился конфликт с активистами куропатской стражи — Вячеслав и Ольга Глеб критиковали действия активистов, а затем Ольга Глеб бросила в активистов свои салфетки, бутылку и с улыбкой на лице показала средний палец.
В 2019—2020 годах года играл за дзержинский «Арсенал».
Участник 2 сезона Медийной футбольной лиги в составе Goats.

## Достижения
«Гамбург»
- Обладатель Кубка немецкой лиги: 2003[19][нет в источнике]

МТЗ-РИПО
- Обладатель Кубка Беларуси (2): 2004/05, 2007/08[источник не указан 2484 дня]

«Гомель»
- Обладатель Суперкубка Беларуси: 2012[источник не указан 2484 дня]

«Арсенал» (Дзержинск)
- Победитель Второй лиги Беларуси по футболу — 2019